# جزيرة ياكوبي
جزيرة ياكوبي (بالإنجليزية: Yakobi Island)‏ جزيرة ضمن أرخبيل ألكسندر في جنوب شرق ألاسكا في الولايات المتحدة الأمريكية.
تقع غرب مدخل كروس وشرق جزيرة تشيكاغوف. ويفصها عنها مضيق ليسيانسكي.
مساحتها 213 كم مربع.
سماها بارانوف باسم إيفان ياكوبي الحاكم العام لـ إيركوتسك وكوليفان.